# Pimoa rupicola
Espèce
Synonymes
- Labulla rupicola Simon, 1884

Pimoa rupicola est une espèce d'araignées aranéomorphes de la famille des Pimoidae.

## Distribution
Cette espèce se rencontre en France dans le Var et les  Alpes-Maritimes, en Italie au Piémont, en Ligurie, en Toscane et au Latium et à Saint-Marin dans les Alpes maritimes et les Apennins,,.
Cette espèce est troglophiles.

## Description
Le mâle décrit par Hormiga en 1994 mesure 5,2 mm et la femelle 7,0 mm.

## Publication originale
- Simon, 1884 : Les arachnides de France. Paris, vol. 5, p. 180-885 (texte intégral).